# 脱贫攻坚战

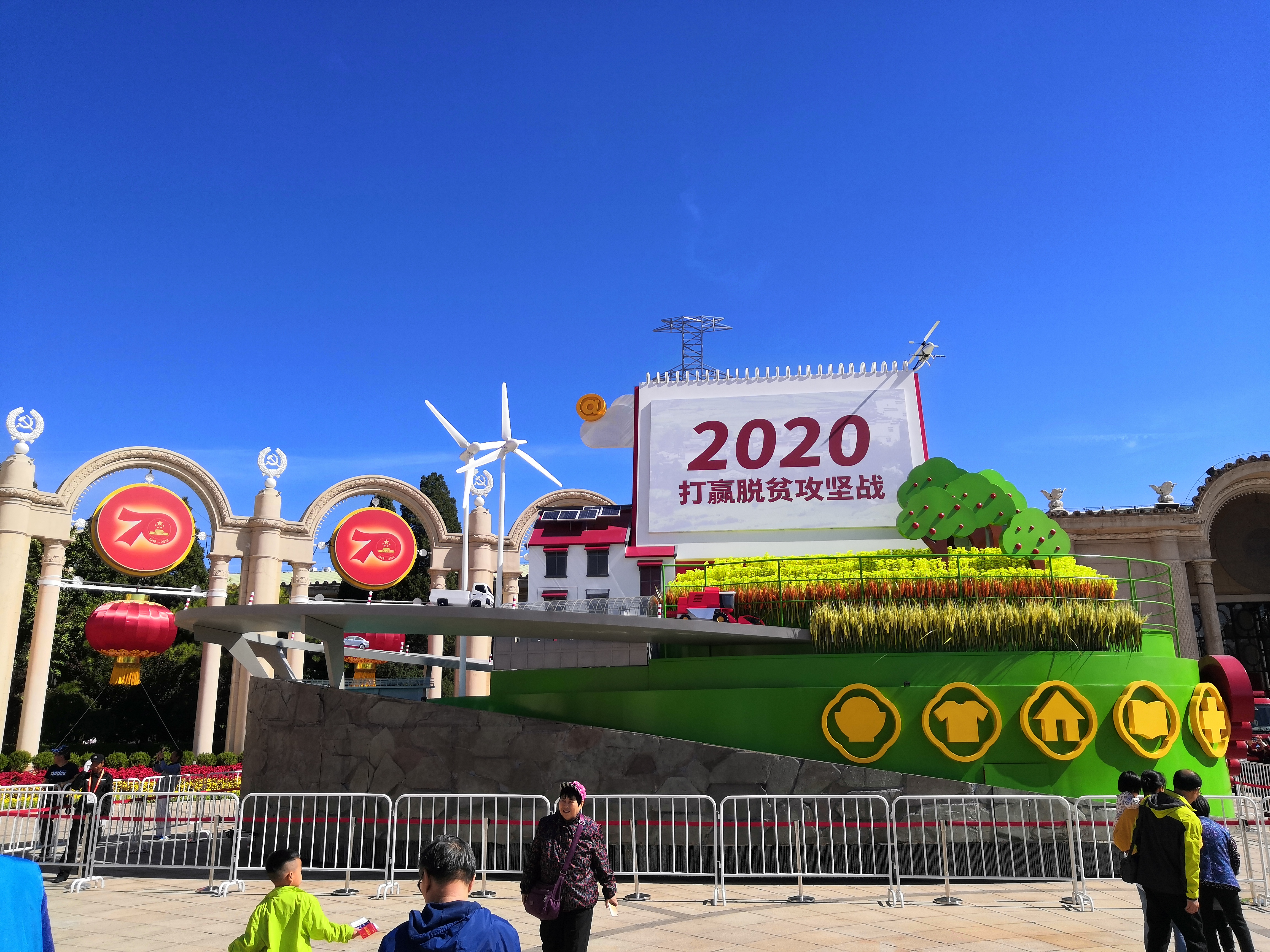
“脱贫攻坚”主题彩车，位于北京庆祝中华人民共和国成立70周年大型成就展

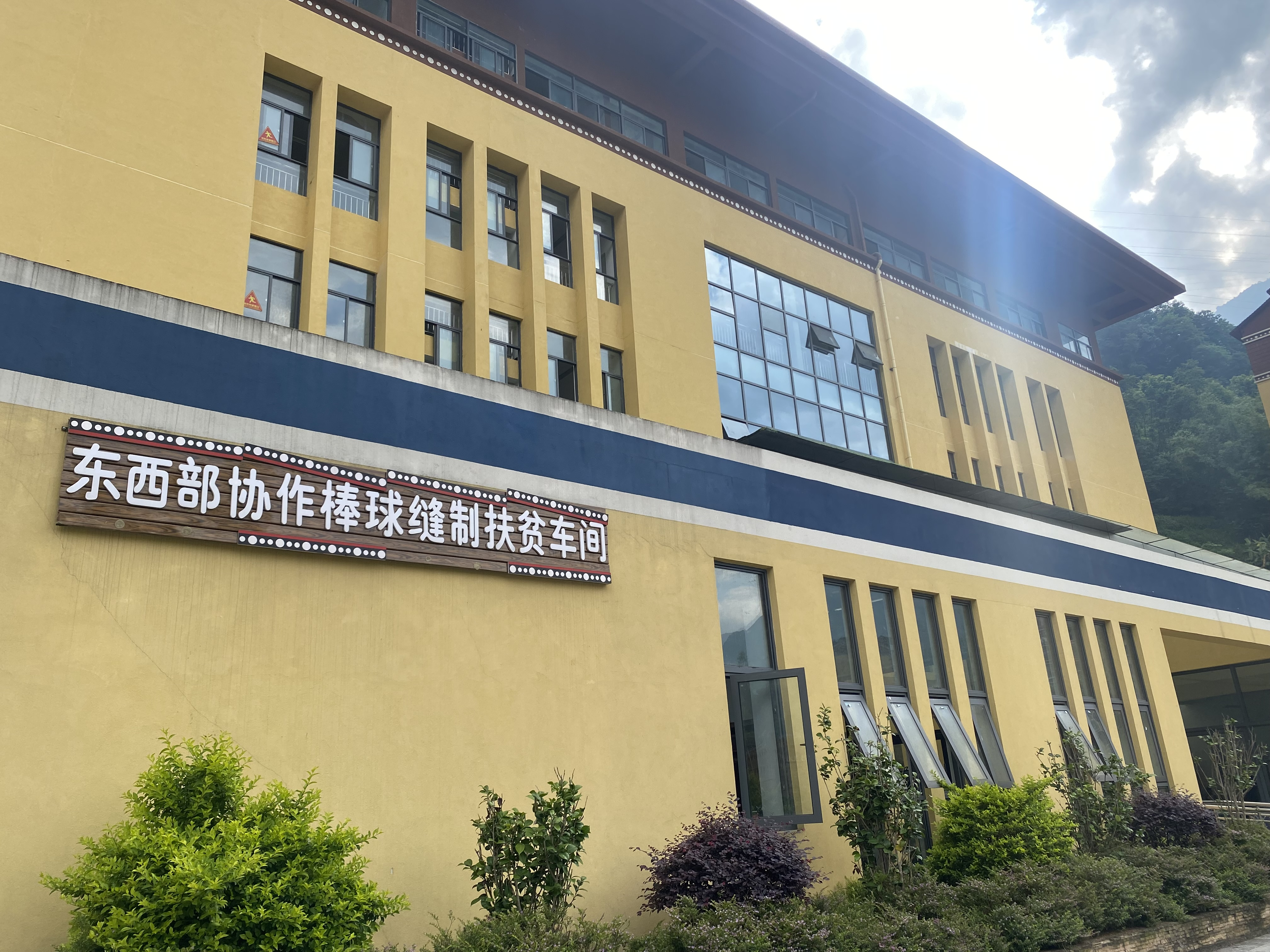
福贡县江西安置点东西部协作棒球缝制扶贫车间

脱贫攻坚战，是指2015年10月底的中共十八届五中全会审议通过《中共中央关于制定国民经济和社会发展第十三个五年规划的建议》为起点，开始进行的一次中华人民共和国及中国共产党的执政方针，旨在五年时间内透過精準扶貧，即2020年底前实现解决贫困地区和贫困人口核心问题。

## 沿革
2015年10月21日，中共中央总书记、国家主席、中央军委主席习近平在英国伦敦演讲时提到“按照中国的标准，中国还有7000万人没有脱贫。按照联合国标准，中国还有2亿左右人口生活在贫困线以下。”提出继续减贫的计划。2015年10月底的中共十八届五中全会审议通过《中共中央关于制定国民经济和社会发展第十三个五年规划的建议》中，提出十三五时期脱贫攻坚战的目标任务和要求。2015年11月27日至28日，中央扶贫开发工作会议在北京召开。中共中央总书记习近平强调，消除贫困、改善民生、逐步实现共同富裕，是社会主义的本质要求，是中国共产党的重要使命。并要求全国全党确保到2020年所有贫困地区和贫困人口一道迈入全面小康社会。同年11月29日发布《中共中央、国务院关于打赢脱贫攻坚战的决定》，随后各部委将决定细则化：
| 指标                                        | 2015年 | 2020年                   | 属性   | 数据来源                     |
| ------------------------------------------- | ------ | ------------------------ | ------ | ---------------------------- |
| 建档立卡贫困人口（万人）                    | 5630   | 实现脱贫                 | 约束性 | 国务院扶贫办                 |
| 建档立卡贫闲村（个）                        | 1280   |                          | 约束性 | 国务院扶贫办                 |
| 贫困县（个）                                | 832    |                          | 约束性 | 国务院扶贫办                 |
| 实施易地扶贫搬迁贫困人口（万人）            | -      | 981                      | 约束性 | 国家发展改革委、国务院扶贫办 |
| 贫困地区农民人均可支配收入年均增速增速（%） | 11.7   | 年均增速高于全国平均水平 | 预期性 | 国家统计局                   |
| 贫困地区农村集中供水率（%）                 | 75     | ≥83                      | 预期性 | 水利部                       |
| 建档立卡贫困户存量危房改造率（%）           | -      | 近100                    | 约束性 | 住房城乡建设部、国务院扶贫办 |
| 贫困县义务教育巩固率（%）                   | 90     | 93                       | 预期性 | 教育部                       |
| 建档立卡贫困户因病致（返）贫户数（万户）    | 838.5  | 基本解决                 | 预期性 | 国家卫生计生委               |
| 建档立卡贫困村村集体经济年收入（万元）      | 2      | ≥5                       | 预期性 | 国务院扶贫办                 |

2015年8月至2016年6月，中国动员近200万人开展“建档立卡回头看”工作，确保该脱贫的人口及时摘帽，应扶贫的人口大力扶助。2015年11月，为防止在脱贫工作中出现的数字脱贫、弄虚作假情况，中共中央和国务院建立严格的考核评估，承担脱贫任务重的22个省区市党政负责人向中央签订《脱贫攻坚责任书》，以军令状方式层层签署到基层。2016年12月底，习近平在2017年新年贺词中，习近平号召大家“擼起袖子加油幹”，“打赢脱贫攻坚战”。2017年2月，中国各地对2016年脱贫不实开展自查自纠。
根据2018年数据显示，2012年的9899万人减少到2018年的1660万人，累计减少8239万人，连续6年每年减贫规模都在1000万人以上，贫困发生率由10.2%降至1.7%。2019年3月5日，国务院总理李克强在《2019年政府工作报告》中提出，打好精准脱贫攻坚战。重点解决实现“两不愁”、“三保障”面临的突出问题，加大“三区三州”等深度贫困地区脱贫攻坚力度，落实对特殊贫困人口的保障措施。2019年10月，国务院成立国家脱贫攻坚普查领导小组，由国务院副总理胡春华担任组长，宁吉喆、高雨、刘永富、郭卫民、罗文、程丽华担任副组长。
受COVID-19疫情影响，第十三届全国人民代表大会第三次会议延至2020年5月进行。同月28日，李克强在会议结束后，依惯例出席了总理记者会。在记者会上，李克强讨论了疫情对今年脱贫攻坚战的影响，并强调中国当前有6亿人口的每个月收入只有1000元人民币左右。此事受到热烈讨论，经济学家李实称，此数据反映出中国收入不均的现实问题，并强调脱贫攻坚战的实际意义。
2020年11月23日，贵州省人民政府宣布，该省最后9个贫困县正式去除“贫困县”称号。自此，中华人民共和国国务院所认定的832个国家级贫困县全部脱贫，去除贫困县称号，完成全国脱贫攻坚目标任务。12月3日，中共中央政治局常务委员会召开会议，听取脱贫攻坚总结评估汇报。習近平在會上表示「我們如期完成了新时代脱贫攻坚目标任务」。2021年2月25日，中共中央、国务院在北京人民大会堂召开全国脱贫攻坚总结表彰大会，習近平在會上宣稱中國的脱贫攻坚战取得了「全面胜利」，现行标准下9899万农村贫困人口全部脱贫，832个贫困县全部摘帽，12.8万个贫困村全部出列，区域性整体贫困得到解决，完成了消除绝对贫困的艰巨任务。同日，国务院扶贫开发领导小组办公室正式改挂国家乡村振兴局牌匾。不過中國的脱贫县从脱贫之日起设置五年的过渡期，防止返贫、致贫的机制仍需建立、健全。

## 专题会议
中共中央总书记习近平就脱贫攻坚战进行了七次专题会议：
- 2015年2月13日，陕西延安召开“革命老区脱贫致富座谈会”
- 2015年6月18日，贵州贵阳召开“部分省区市扶贫攻坚与“十三五”时期经济社会发展座谈会”
- 2016年7月20日，宁夏银川召开“东西部扶贫协作座谈会”
- 2017年6月23日，山西太原召开“深度贫困地区脱贫攻坚座谈会”
- 2018年2月12日，四川成都召开“打好精准脱贫攻坚战座谈会”[23]
- 2019年4月16日，重庆召开“解决‘两不愁三保障’突出问题座谈会”
- 2020年3月6日，北京召开“决战决胜脱贫攻坚座谈会”[24]

## 宣传

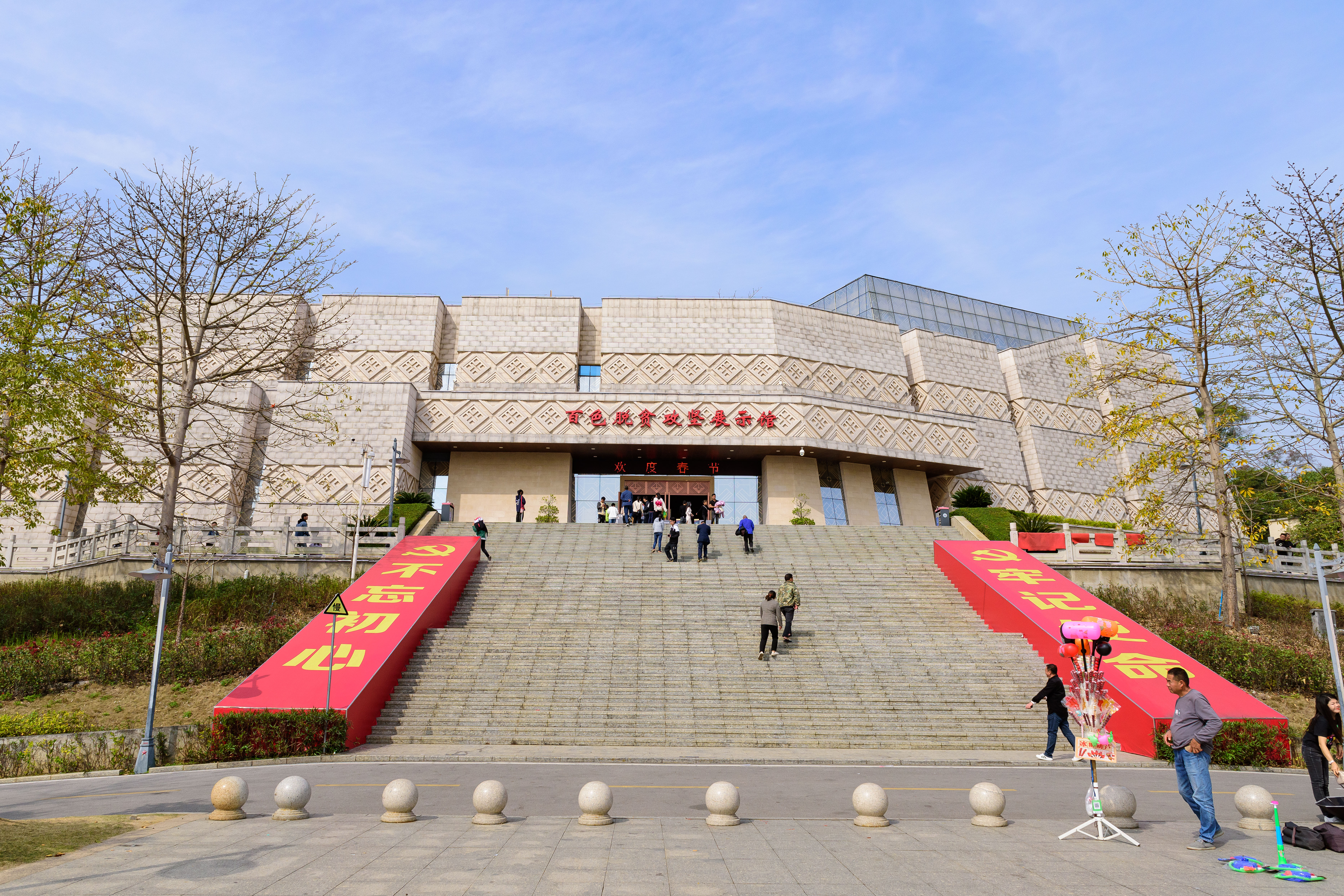
百色脱贫攻坚展示馆

2019年3月底，國家廣電總局發布《關於做好脫貧攻堅題材電視劇創作播出工作的通知》（以下簡稱《通知》），要求自即日起各級電視台特別是電視上星綜合頻道要加大脫貧攻堅題材電視劇購買、排播力度。目前，廣電總局已研究確定了22部脫貧攻堅題材重點電視劇。

## 批評
世界银行、聯合國于2015年起将所採用之貧困線定为為日收入1.9美元，而中國官方之農村貧困標準仍為年收入3218元人民幣，即日收入8.8元（約合1.3美元）。台湾蘋果日報称，有农民工表示，其原所在地貧困戶的認定，需要「講關係」。北京清華大學政治系前講師吳強認為，宣傳「脫貧」之目的，在於為國際輿論服務。中国经济学者胡星斗认为，官方媒体的宣传使许多中国人或外国人对相关的问题产生了错误的认识。胡认为，中国在过去的一二十年里确实是在脱贫方面取得了明显的成就，但中国现今仍有数以亿计的贫困人口。
2017年11月18日，北京市大兴区西红门镇新建二村一自建房屋起火，造成重大人员伤亡。起火原因系樊某某未经许可建造、用于出租经营的房屋内违规施工，埋在聚氨酯保温材料内的电气线路故障所致。美国之音称，在北京打工租户被当局从“合法”租住的居所驱赶到大街上。许多批评者认为“习近平并不在乎群众的困难”。前中共中央总书记赵紫阳的政治秘书鲍彤等前任和在任中共高级官员认为，现时中国官员太多，令劳动人民难以负担。接受美国之音访问的王先生认为，大陆扶贫的方式较为原始，其中部分方式只有短期效果，形同造假。
2020年底，《纽约时报》称在没有政府监视的情况下走访了六个甘肃省村庄，认为中共在扶贫上付出了高昂成本，称其为“运动式脱贫”。报道称：“这种扶贫方式依赖于大量的、可能无法持续的补贴来创造就业机会和建造条件更好的住房。”引述了世界银行中国局局长芮泽（Martin Raiser）所说：“我们确信中国在消除农村的绝对贫困上取得了成功——但考虑到所动员的资源，我们不太确定这是否可持续，或具有成本效益。”在报道中提到，张进鲁家的泥砖墙曾倒塌，油坊村的官员为其建了宽敞的混凝土新房，配了新家具，并通过扶贫项目每月获得补贴，他告诉纽约时报记者，“国家有习近平好得很，国家政策好了。”甘肃东南部一个企业有170名工人在缝制衣服，其中大多数是女性，工人们说，除了工资之外，有数十名员工还得到了扶贫项目的额外款项，但也提及如果没有持续补贴，这些企业也难以维持员工的工资支出。
2021年4月24日，《央視新聞》報導曾經是國家級貧困縣的陝西省洛南縣，雖然在2020年2月宣布脱貧，卻沒有饮用水供應當地某村安置點的居民，引發外界對當地脱貧造假的質疑。陝西省人民政府隨即成立調查組對有關問題進行全面深入調查。2021年4月26日，陝西省人民政府發表初步調查結果，表示4月23日已經派人實地考察，當地脫貧已達國家和省級標準，否認造假，但認為當地確實存在自来水保障不足、季節性缺水等問題。

## 相关
- 国家级贫困县
- 精准扶贫
- 两不愁三保障
- 全国脱贫攻坚总结表彰大会
- 12221市场体系